# Ник Хайдфелд
Ник Хайдфелд (на немски: Nicklaus „Nick“ Heidfeld) е германски пилот от Формула 1, роден на 10 май 1977 година в Мьонхенгладбах. Понастоящем живее в Монте Карло, Монако. Неженен, има три деца. Висок е 165 см и тежи 59 кг.

## Състезателна дейност
Започва с картинг още на 9 години. На 13-годишна възраст печели картинг шампионата DMV. Следват редица постижения в картинга. След това през 1994 г. печели шампионата в немската Формула Форд 1600. В 1996 година вече се състезава в немската Формула 3, където остава трети в генералното класиране. През следващия сезон идва и титлата, а Ник вече е тест пилот на Макларън-Мерцедес. 1999 носи още една шампионска титла, този път в международната Формула 3000.
Дебютът му във Формула 1 е през 2000 година с екипа на Прост, макар че като цяло сезонът не е много успешен, поради слабото представяне на френския отбор и непрекъснатите технически повреди, които го преследват. Подписвайки със Заубер обаче за 2001, Ник успява да се измъкне. Доказателство за таланта му е третото място в Голямата награда на Бразилия още в първия му сезон с екипа. Все пак може да се каже, че Хайдфелд попада на точното място в точното време, защото 2001 е най-успешният сезон за Заубер от създаването му до закупуването му от БМВ. Тимът успява да заеме четвъртото място в генералното класиране при конструкторите, а Ник допринася за това с 8-ото си място сред пилотите с 12 точки. Следващите два сезона обаче са по-тежки за швейцарския тим и съответно спада и представянето на германския пилот. През 2004 Ник е принуден да си търси нов отбор, тъй като е обявено, че Джанкарло Фисикела ще кара в Заубер.
След много седмици на несигурност по отношение на кариерата му във Формула 1, в крайна сметка Еди Джордан подписва с него. Поради неособено благоприятното състояние на отбора Джордан, Ник е принуден да се бори всяко състезание за минималния брой точки.
Съживяването на състезателната кариера на Ник идва през 2005, когато той отива като съотборник на Марк Уебър в Уилямс. Сезонът започва много добре за германеца с цели три подиума в разстояние на седем състезания. Въпреки това настъпва нова промяна – Уилямс и техните доставчици на двигатели БМВ Заубер се отделят като два самостоятелни екипа и е обявено, че през 2006 година Ник ще кара за новия тим на БМВ Заубер. Там съотборник му е първоначално Жак Вилньов, а от Гран При на Унгария – Роберт Кубица. През сезон 2008 той кара за БМВ Заубер, заедно с Роберт Кубица. На 6 октомври 2008 е обявено оставането и на двамата пилоти в същия отбор за сезон 2009.
Ник Хайдфелд живее в Стефа, Швейцария с жена си Патриция, дъщеря си (родена през юли 2005) и сина си (роден през юли 2007). Има по-голям брат Тим и по-малък Свен, който също е състезател.